# Doug Nienhuis
Douglas James Nienhuis (Irvine, 16 febbraio 1982) è un ex giocatore di football americano statunitense che ha militato nel ruolo di offensive lineman nella National Football League (NFL).

## Carriera
Al college Nienhuis giocò a football a Oregon State. Fu scelto nel corso del settimo giro (254º assoluto) del Draft NFL 2005 dai Seattle Seahawks. Non riuscì a entrare nel roster per l'inizio della stagione regolare e fu inserito nella squadra di allenamento. In seguito firmò con i New York Jets. Nella sua stagione da rookie disputò 7 partite, tutte con i Jets. Fu svincolato il 2 settembre 2006 e firmò con la squadra di allenamento degli Houston Texans. Quando questi lo svincolarono firmò con i Denver Broncos. Fu svincolato dopo la stagione 2007 e non trovò più alcuna squadra.